# Gallipoli (álbum)
Gallipoli es el quinto álbum de estudio de la banda de indie folk Beirut. Fue lanzado el 1 de febrero de 2019 por 4AD. El álbum fue nombrado en honor a la ciudad italiana en la cual fue escrita su sencillo y pista homónima. También incluye los sencillos Corfu y Landslide. En 2019 la banda realizó una gira por Norteamérica y Europa para promocionarlo.

## Antecedentes
El trabajo creativo comenzó en el segundo semestre de 2016, con Zach Condon realizando sesiones de grabación en diferentes ciudades tales como Nueva York, Apulia y Berlín (lugar de residencia de Condon). El álbum fue coproducido por Condon y Gabe Wax, quién también produjo No No No de 2015. Se destaca la interpretación del órgano Farfisa, el cual también fue utilizado en Gulag Orkestar y The Flying Club Cup.
Este es el primer álbum de Condon desde que se radicó en Berlín y retrata un ejercicio de familiarización con la escena de música electrónica experimental de la Ciudad. 

## Listado de pistas
Todas las letras escritas por Zach Condon, except where noted, toda la música compuesta por Zach Condon. 
| N.º | Título                | Duración |  |
| 1.  | «When I Die»          | 3:16     |  |
| 2.  | «Gallipoli»           | 4:06     |  |
| 3.  | «Varieties of Exile»  | 5:27     |  |
| 4.  | «On Mainau Island»    | 2:13     |  |
| 5.  | «I Giardini»          | 3:43     |  |
| 6.  | «Gauze für Zah»       | 6:04     |  |
| 7.  | «Corfu»               | 2:35     |  |
| 8.  | «Landslide»           | 3:30     |  |
| 9.  | «Family Curse»        | 3:23     |  |
| 10. | «Light in the Atoll»  | 3:59     |  |
| 11. | «We Never Lived Here» | 4:12     |  |
| 12. | «Fin»                 | 2:03     |  |